# エヴァ・リヴ島
エヴァ・リヴ島(エヴァ・リヴとう、ロシア語: Остров Ева-Лив)は北極海の一部であるバレンツ海に位置するロシア連邦領ゼムリャフランツァヨシファ内ベーラヤゼムリャ諸島最北の島である。ウサギのような形状の面積288 km2の島で最高点は381 m。1895年8月5日にノルウェーの探検家フリチョフ・ナンセンにより発見された。島名はフリチョフ・ナンセンの妻であるエヴァ・ナンセンに由来する。